# Hypercourt
Hypercourt es una comuna nueva francesa situada en el departamento de Somme, de la región de Alta Francia.

## Historia
Fue creada el 1 de enero de 2017, en aplicación de una resolución del prefecto de Somme de 25 de mayo de 2016 con la unión de las comunas de Hyencourt-le-Grand, Omiécourt y Pertain, pasando a estar el ayuntamiento en la antigua comuna de Pertain.

## Demografía
| Gráfica de evolución demográfica de Hypercourt entre 1800 y 2013 |
|                                                                  |

Los datos entre 1800 y 2013 son el resultado de sumar los parciales de las tres comunas que forman la nueva comuna de Hypercourt, cuyos datos se han cogido de 1800 a 1999, para las comunas de Hyencourt-le-Grand Omiécourt y Pertain de la página francesa EHESS/Cassini. Los demás datos se han cogido de la página del INSEE.

## Composición
| Comuna delegada    | Código INSEE | Población (2013) | Superficie (km²) | Densidad (hab./km²) |
| ------------------ | ------------ | ---------------- | ---------------- | ------------------- |
| Hyencourt-le-Grand | 80447        | 75               | 2.95             | 25                  |
| Omiécourt          | 80608        | 240              | 5.54             | 43                  |
| Pertain            | 80621        | 390              | 7.88             | 49                  |